# Galã
Galã é o termo dado a um ator ou personagem que se destaca por sua beleza física, boa aparência, atitudes, inteligência, coragem e habilidades românticas.

## Etimologia
"Galã" procede do termo francês galant.

## Exemplos
Entre os exemplos de galãs de Hollywood, podemos citar: James Dean, Marlon Brando, Harrison Ford, Leonardo DiCaprio, George Clooney, Tom Cruise, Brad Pitt, entre outros tantos.
No Brasil, entre os exemplos de galãs de novelas, podemos citar: Tarcísio Meira, Francisco Cuoco, Antônio Fagundes, Cauã Reymond, Reynaldo Gianecchini, Rodrigo Santoro, Marcos Pitombo, Bruno Gagliasso, entre outros tantos.